# قطر فضائي

AC' (باللون الأزرق) هو قطر فضائي بينما AC هو قطر ثنائي

في الهندسة الفراغية، القطر الثلاثي الأبعاد أو القطر الفضائي هو القطعة المستقيمة الواصلة بين رأسين يقعان على وجهين مختلفين.

في المكعب الذي طول حرفه {\displaystyle a}، أطوال الأقطار الفضائية الأربعة هو {\displaystyle a{\sqrt {3}}}، وكلها ينصف كلها وهي تلتقي في نقطة واحدة.

أما في متوازي المستطيلات الذي أبعاده هي {\displaystyle l,w,h}، فإن أطوال الأقطار الفضائية هو {\displaystyle {\sqrt {l^{2}+w^{2}+h^{2}}}}